# William Calley
William Laws Calley Jr. (Miami, 8 de junho de 1943 – Gainesville, 28 de Abril de 2024) foi um militar norte-americano e ex-tenente do Exército dos Estados Unidos.
Calley lutou na Guerra do Vietnã e foi o comandante do pelotão de infantaria responsável pelo massacre de centenas de civis, mulheres, velhos e crianças, na aldeia vietnamita de My Lai, em 16 de março de 1968.

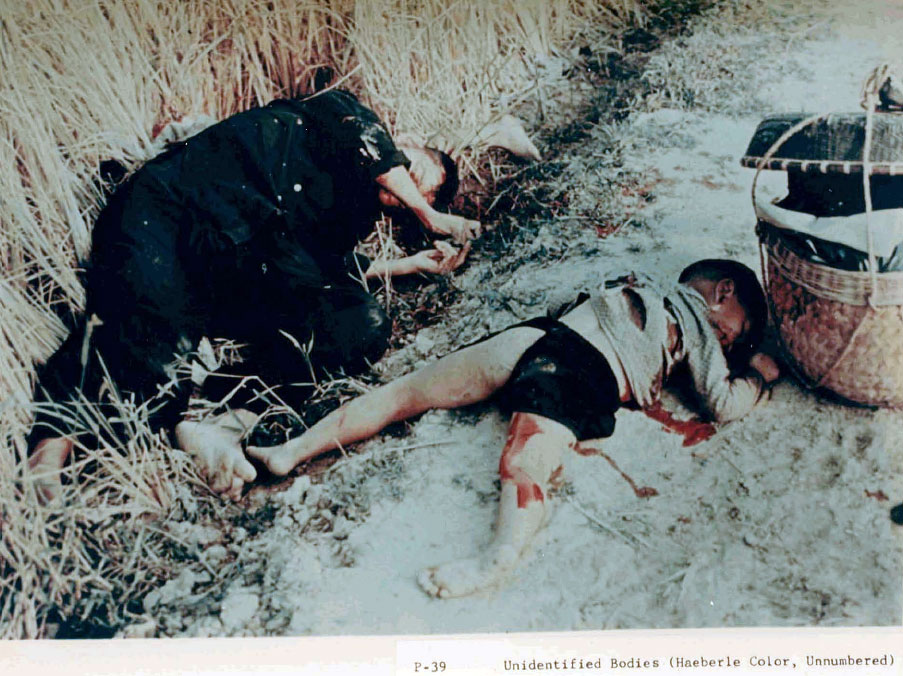
Civis mortos em My Lai.

Em 5 de setembro de 1969, Calley foi formalmente indiciado pelo assassinato de 109 civis vietnamitas na área próxima a My Lai. No relatório militar documentado do fato, inclusive com fotografias, mais de 500 aldeões foram reunidos e fuzilados por soldados da Companhia Charlie sob seu comando e dezenas de mulheres que escaparam ao massacre sofreram estupros múltiplos.
Após o julgamento militar iniciado em novembro de 1970, o oficial foi condenado à prisão perpétua em 31 de março de 1971. A pedido do presidente Richard Nixon, ele foi libertado poucos dias depois de começar a cumprir a pena, para ter o direito de apelar em liberdade. Depois de vários apelos, habeas-corpus e comutações de tempo da prisão, Calley acabou cumprindo três anos e meio em prisão domiciliar na base de Fort Benning, na Geórgia.
Calley viveu em Columbus, no mesmo estado da Geórgia, onde trabalhou, segundo moradores do local, numa loja de jóias. O promotor de seu julgamento afirma que ele sofreu de contínuas crises de insônia, devido à lembrança dos massacres de 1968 em My Lai.
Em 2018, Calley morava em Gainesville, Flórida. Ele faleceu lá em 28 de abril de 2024, aos 80 anos. Sua morte só foi registrada em 29 de julho, quando foi descoberta em registros públicos. Em sua certidão de óbito, uma pergunta que perguntava se ele já havia servido "nas Forças Armadas dos EUA" foi marcada como: "Não".